# Cacajao calvus
El uacarí calvo (Cacajao calvus) es una especie de primate platirrino de la familia Pitheciidae, que habita en las copas de los árboles de las áreas pantanosas de la Amazonia, en Brasil, Perú y  en Colombia.

## Descripción
Se caracteriza por tener todo el rostro, la frente y la parte superior del cráneo carentes de pelo y de un color rojo que se destaca y contrasta con el resto del cuerpo, que presenta pelaje espeso de color castaño, grisáceo o blancuzco. La cara es ancha y los orificios nasales se hallan muy separados. Pesa entre 2,75 y 3,45 kg, mientras la longitud del cuerpo y cabeza en los machos promedia 45,6 cm y 44 cm en las hembras. La cola es corta entre los platirrinos, no prensil y mide en promedio solo 15 cm, menos de la mitad de la longitud corporal. Los colmillos los tiene bien desarrollados para abrir cáscaras gruesas.

## Comportamiento
Es una especie arbórea que habita principalmente en la selva inundable de la Cuenca Amazónica. Viven en grupos de 5 a 55 integrantes que recorren un área hasta de 600 hectáreas. Se aparean entre octubre y mayo, cuando la hembra atrae al macho valiéndose de estímulos olfativos. Las hembras conciben con intervalos de dos años y paren generalmente una cría, cuyo destete se produce entre los 3 y 5 meses de edad.

## Dieta
La dieta del uakarí se compone de un 67% de semillas, 18% de frutas, 6% de flores y un 5% de invertebrados y brotes. Su poderosa mandíbula se encuentra adaptada para penetrar la dura corteza de frutos inmaduros que la mayoría de los otros primates no pueden penetrar. También pueden alimentarse de los insectos que se cruzan en su camino, pero por lo general no buscan este tipo de alimento.

## Subespecies
Han sido reconocidas cuatro subespecies de uacarí calvo:
- Cacajao calvus calvus, uacarí blanco.
- Cacajao calvus rubicundus, uacarí rojo o huapo colorado.
- Cacajao calvus ucayalii, uacarí del Ucayali.
- Cacajao calvus novaesi, uacarí calvo nuevo.

## Conservación
En la Lista Roja de la UICN se considera como especie vulnerable, ya que se calcula un declive poblacional de al menos un 30% en los últimos 30 años a causa de la caza y la pérdida de hábitat. Entre 1980 y 1990, se calcula que se destruyó en promedio 15,4 millones de hectáreas de selva tropical por año de la Amazonia. La industria maderera es la actividad que más contribuye a esta destrucción, la cual normalmente implica la pérdida de continuidad del dosel arbóreo. Esto afecta directamente el estilo de vida de los uacarís, a causa de sus hábitos arbóreos y su dieta basada en semillas. Adicionalmente, las poblaciones de Cacajao calvus se ubican principalmente sobre el lecho del río Amazonas, lo cual aumenta el riesgo de ser cazado, para utilizarlo como fuente de alimento o como carnada.